# U 995
U 995 ist ein deutsches U-Boot der ehemaligen Kriegsmarine vom Typ VII C/41, das im Zweiten Weltkrieg eingesetzt wurde. Im September 1943 wurde es in Dienst gestellt und absolvierte neun Einsätze. Nach Kriegsende ging es als Test- und Ausbildungsboot Kaura in den Besitz der norwegischen Marine über. 1965 erfolgte die Rückgabe an Deutschland und am 2. Oktober 1971 die offizielle Übergabe. Seit dem 13. März 1972 liegt das U-Boot als Museumsschiff am Fuße des Marine-Ehrenmals in Laboe. Der Deutsche Marinebund ist Betreiber des Technischen Museums U 995, nach dessen Angaben es jährlich von rund 350.000 Menschen besucht wird.

## Indienststellung und Ausbildung der Mannschaft
Nach erfolgtem Stapellauf auf der Werft Blohm & Voss in Hamburg wurde das Boot am 16. September 1943 unter dem Kommando von Kapitänleutnant Walter Köhntopp in Dienst gestellt und der 5. U-Boot-Flottille in Kiel zur Ausbildung zugeteilt. Nach einer Einfahr- und Erprobungszeit folgte im Anschluss die taktische Gefechtsausbildung im Zuge der Ausbildungsgruppe Front (AGRU-Front). Dabei wurden sowohl bordintern Ausbildungsinhalte wie Rollendienst, Übungen, Störungsexerzieren durch Einspielen von Schäden und dergleichen abgebildet, aber auch taktische Manöver durch Torpedoschießen auf Zielschiffe oder mit anderen in der Ausbildung befindlichen Booten der Angriff auf einen gesicherten Geleitzug geübt. Die Ausbildung wurde durch erfahrene U-Bootmänner durchgeführt und erst nach Bestehen der AGRU-Front waren Boot und Besatzung voll einsatzbereit. Dieser Abschnitt dauerte bis April 1944, danach wurde das Boot zu einem U-Bootstützpunkt nach Norwegen entsandt. Ab dem 1. Juni 1944 wurde das Boot dann der 13. U-Flottille mit Stützpunkt Trondheim (nach damaliger Schreibart auch Drontheim) zugeordnet. Zu diesem Zeitpunkt waren die Anfangserfolge des deutschen U-Boot-Kriegs schon Geschichte. Aufgrund verbesserter Taktiken und technischer Innovationen in der U-Boot-Abwehr hatten die Alliierten die Oberhand auf dem Atlantik errungen. Das „neue“ U-Boot U 995 gehörte zu einer technisch veralteten Konstruktion vor Eintreffen der ersten richtigen Unterseeboote vom Typ XXI und XXIII.

## Auslaufen nach Norwegen
Am 25. April 1944 lief U 995 aus Kiel nach Norwegen aus. Nach Zwischenhalten in Kristiansand und Flekkefjord lief es am 16. Mai 1944 in Bergen ein. Am 18. bereits wieder auf See, wurde es am 21. Mai 1944 von einem Sunderland-Flugboot überrascht und beschossen. Bei dem Angriff wurde das Boot beschädigt und fünf Mann verwundet. Daraufhin lief U 995 am 23. Mai 1944 in Trondheim ein und wurde repariert.
Zwischenzeitlich nach Narvik verlegt, lief das Boot am 3. Juli 1944 zur nächsten Feindfahrt ins Nordmeer aus. Während der Suche nach einem alliierten Geleitzug wurde das Boot am 21. Juli durch eine B-24 Liberator entdeckt und angegriffen. Das Boot wurde beschossen, erwiderte diesen Beschuss allerdings mit Abwehrfeuer mit seiner Flak. Nachdem U 995 abgetaucht war, erfolgte ein Wasserbombenangriff seitens des Flugzeuges. Dieser führte nur zu irrelevanten Schäden, doch fünf Tage später entstand ein Leck in der Antennendurchführung. Da dadurch das Boot nur noch bedingt tauchklar war, wurde Narvik angelaufen, wo es am 28. Juli einlief.

## Kurze Einsätze und Kommandantenwechsel
Nach Verlegen nach Hammerfest lief das Boot von dort am 29. August zum nächsten Einsatz aus. Nach Legen einer Minensperre in der Jugorstraße lief U 995 wieder am 11. September 1944 in Hammerfest ein. Am 25. September lief es erneut zur Jagd auf alliierte Geleitzüge aus, jedoch am 3. Oktober 1944 bereits wieder ohne militärische Erfolge in den Skjomenfjord ein. Am 9. Oktober wurde der bisherige Kommandant Walter Köhntopp seines Kommandos enthoben. Nach Meldung aus seiner Besatzung, wonach Köhntopp bei Insichtkommen eines schwergesicherten Geleitzuges von der Unmöglichkeit eines erfolgreichen Angriffes ausging und sich somit dem Vorwurf der Feigheit aussetzte, konnte ein Kriegsgerichtsverfahren nur nach Intervention seiner Ehefrau bei Admiral von Friedeburg abgewendet werden. Ob dies oder sein gesundheitlicher Zustand zur Ablösung führte, ist unbekannt. Neuer Kommandant wurde am 10. Oktober 1944 der 21-jährige Oberleutnant zur See der Reserve Hans-Georg Hess.

## Nordmeer-Einsätze
Bereits am 14. Oktober lief das Boot zum nächsten Einsatz aus. Als Teil des U-Bootrudels „Panther“ sollten Versorgungskonvois nach Murmansk in der Norwegen- und Barentssee aufgespürt werden. Am 11. November lief das Boot ohne einen Erfolg erzielt zu haben in Narvik ein. Dort lief es am 30. November 1944 erneut aus und versenkte am 5. Dezember den sowjetischen Dampfer Proletarij aus dem Konvoi PK-20 nördlich von Murmansk. 29 Mann der 56-köpfigen Besatzung des 1123 BRT vermessenden Schiffes kamen dabei ums Leben. Am 9. Dezember lief U 995 in die Bogenbucht ein.
Am 11. Dezember 1944 schon wieder auslaufend, versenkte es am 21. Dezember das Motorboot Reshitel’nyi durch Bordwaffenbeschuss. Nur 3 der 31 Besatzungsmitglieder und Passagiere überlebten den Untergang des 20 ts großen Bootes. Fünf Tage später wurde das Fischereifahrzeug RT-52 Som mit 32 Mann Besatzung versenkt. Der einzige Überlebende des 417 BRT großen Bootes wurde von der U-Bootbesatzung gefangen genommen. Aus dem Geleit KB-37 wurde der sowjetische Minensucher T-883 (No. 37) am 29. Dezember 1944 versenkt. Niemand der 49 Mann an Bord überlebte den Untergang des 633 ts großen Kriegsschiffs. Am 7. Januar 1945 lief das Boot wieder in Narvik ein.
Zum nächsten Einsatz lief U 995 am 2. Februar aus Narvik aus. Am 8. Februar brach das Boot in den von sowjetischen Truppen besetzten Hafen Kirkenes ein und torpedierte den dort liegenden Frachter Idefjord, ohne ihn zu versenken. Ohne Auftrag dafür, geeignetes Kartenmaterial an Bord oder überhaupt das Wissen, dort gegnerische Schiffe anzutreffen, führte das Unternehmen beinahe zum Verlust des Bootes. Trotzdem wurde dem Kommandanten Hess für seinen bewiesenen Mut das Ritterkreuz des Eisernen Kreuzes als Tapferkeitsauszeichnung verliehen. Zudem wurde der sowjetische U-Bootjäger BO-224 mit 105 ts am 2. März versenkt, wobei 24 Mann überlebten und 7 Besatzungsangehörige mit dem Boot untergingen. Danach lief das Boot am 6. März wieder in Narvik ein. Am 13. März 1945 lief es zum letzten Einsatz aus, eine Woche später gelang als Teil des Rudels „Hagen“ die Torpedierung des Liberty-Frachters Horace Bushnell aus dem Geleit JW-65. Mit fünf durch die Torpedoexplosion getöteten Besatzungsmitgliedern an Bord wurde der 7176 BRT große Frachter an den Strand gesetzt und als Totalverlust abgeschrieben. Das Boot lief am 25. März wieder in Harstad ein.
Danach wurde es nach Trondheim verlegt, um als eines der letzten Frontboote mit einem Schnorchel ausgerüstet zu werden. Dieser Luftmast ermöglichte den Betrieb des Diesels unter Wasser und galt durch die alliierte Präsenz auf See als überlebenswichtig für die kampftechnisch unterlegenen deutschen Unterseeboote.

## Verwendung nach dem Krieg

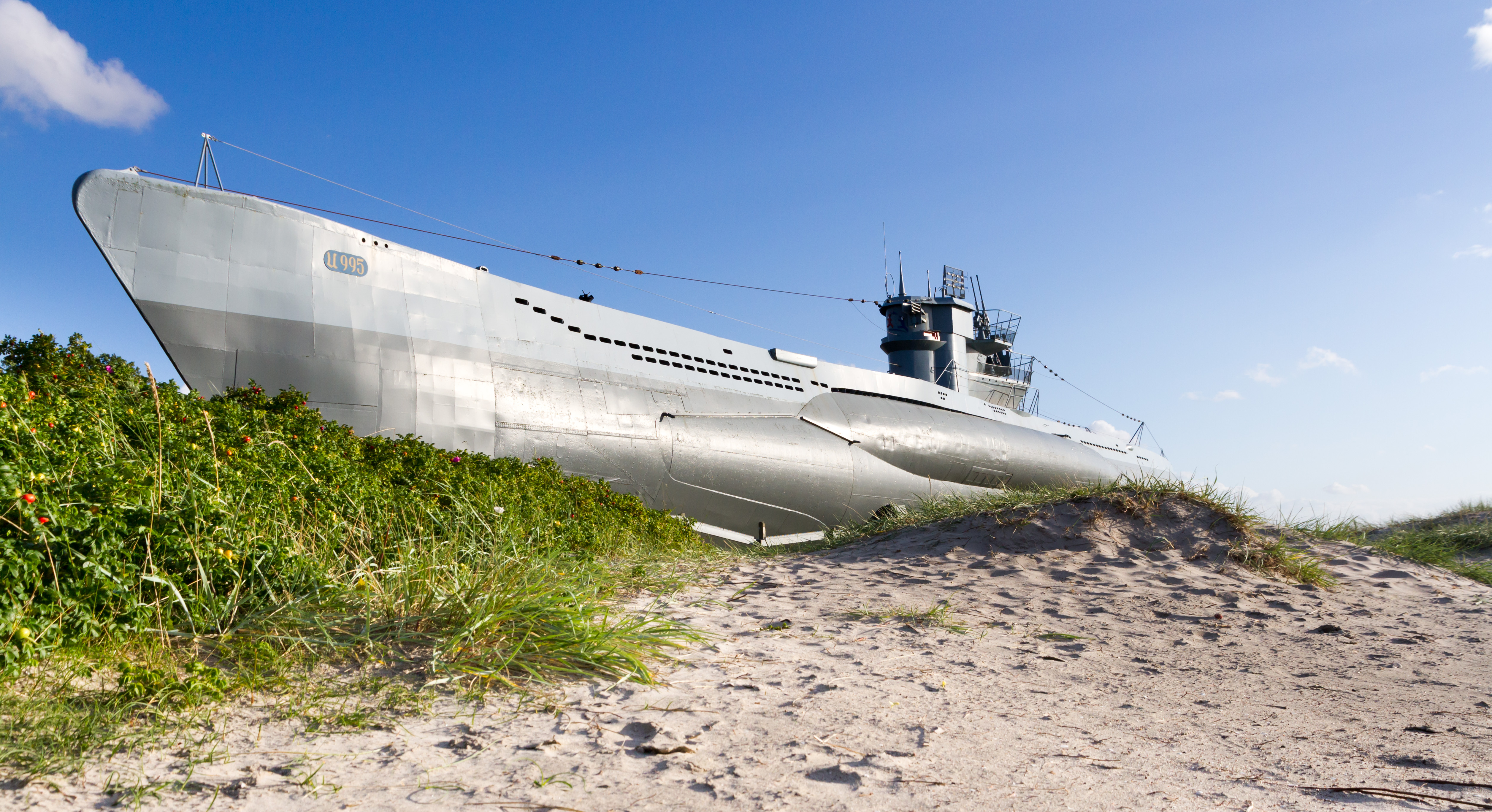
Museums-U-Boot U 995 am Strand von Laboe

Am 8. Mai 1945 lag U 995 im Dock in Trondheim und wurde durch die Besatzung außer Dienst gestellt. Bei Kriegsende fiel das U-Boot als Kriegsbeute an Großbritannien, verblieb aber in seinem norwegischen Stützpunkt, da es nach Einbau der Schnorchelanlage noch nicht wieder fahrbereit war, und wurde daher nicht bei der Operation Deadlight vernichtet. Es wurde dann mit den anderen deutschen Unterseebooten U 926 (Typ VII C) und U 1202 (Typ VII C/41) Norwegen als Kriegsbeute zugesprochen und 1946 der norwegischen Marine übergeben.

### KNM Kaura
In Norwegen wurde das Boot, als Teil der K-Klasse, ab 1952 unter dem Namen Kaura eingesetzt. Dazu wurde das Boot teilweise umgebaut, beispielsweise wurden druckfeste Rettungsbootbehälter auf der Back integriert (die viele deutsche Unterseeboote, aber nicht U 995, in der zweiten Kriegshälfte dort hatten), der hintere Teil des Turms wurde ohne Flakwaffen in die Wintergarten genannten Plattform verkleinert und ein Großteil der deutschen Beschriftungen durch solche auf Norwegisch ersetzt. Später wurde auch der ungeliebte Junkers-Luftverdichter durch einen elektrischen Kompressor ersetzt und ein schwedisches Balkon-Passivsonar am Bug eingebaut. Mit der taktischen Hullnumber S 309 diente Kaura der Ausbildung der norwegischen U-Boot-Fahrer, hätte aber im Kriegsfalle von seinem Heimatstützpunkt Narvik aus auch Kampfeinsätze durchführen sollen. Die Verteidigung der heimischen Küsten und Fjorde war dabei Hauptauftrag der norwegischen Marine. Dazu stützte man sich bei der K-Klasse auf deutsches Material – bis zur Außerdienststellung des Bootes 1962 wurden beispielsweise die seit Kriegsende in Norwegen lagernden deutschen Torpedovorräte immer noch nicht aufgebraucht.
1965 endgültig ausgemustert, sollte das Boot zwei Jahrzehnte nach Kriegsende an die Bundesrepublik Deutschland zum Zeichen der Versöhnung zurückgegeben werden. Nachdem ein ähnliches Vorhaben bereits bei Kinn ex U 1202 im Vorfeld gescheitert war und das Boot verschrottet wurde, ist es vor allem dem Verdienst des Marineattachés und ehemaligen Kommandanten von U 711 Hans-Günther Lange zu verdanken, dass das Boot am 15. Oktober 1965 für den Symbolbetrag von einer Deutschen Mark an Deutschland abgegeben wurde.

### Instandsetzung für die museale Nutzung
Nachdem sich anfänglich niemand fand, der die mit der Übergabe geknüpfte Bedingung der Umwandlung in ein Museum und den Unterhalt finanzieren konnte, übernahm der Deutsche Marinebund das Boot.
Im Marinearsenal Kiel wurde das Boot auf die museale Nutzung vorbereitet: Nicht mehr benötigte Leitungen, Rohre und Kabel wurden entfernt, Gestänge und Flansche dichtgesetzt und fehlende Geräte im Boot neu installiert bzw. durch Ersetzen der Beschriftung wieder eingedeutscht. Dabei waren aber bis 1971 bereits einige Anlagen weder als Original noch als Modell zu beschaffen gewesen, sie fehlen im Boot zumeist bis heute. Andere Geräte wurden im Notbehelf ersetzt, so ist eine optisch umgebaute 4-cm-Bofors-Flak anstatt der nicht zu beschaffenden 3,7-cm-Flak M42U auf dem unteren Wintergarten verbaut und ein Sehrohr vom Typ XXIII wurde anstatt des Luftzielsehrohrs verbaut. Auch der Schnorchelkopf hat nicht mehr das auf Aufnahmen aus dem Jahr 1945 zu erkennende Ringschwimmerventil, die Abgasleitung auf dem Oberdeck vor dem Turm fehlt völlig. Aufgrund von Korrosion wurden einige Bereiche des Rumpfes erneuert, allerdings orientierte sich das Marinearsenal nicht am originalen Flutschlitzmuster, sondern ersetzte dieses durch ein anderes Muster.
Durch die Schwimmkräne Magnus II und Magnus V wurde das Boot vom Marinearsenal durch die Kieler Förde und durch eine eigens ausgebaggerte Fahrrinne vor das Marine-Ehrenmal in Laboe am 13. März 1972 an den Strand gesetzt. Durch die Besucherzahlen von in Spitzenzeiten gut 400.000 Besuchern jährlich konnte der Deutsche Marinebund die entstandenen Kosten von Umbau und Aufstellungskosten schnell wieder erwirtschaften.
Doch aufgrund der freien Aufstellung ohne besonderen Schutz vor der Witterung entstanden nach und nach Korrosionsschäden am Boot, die Ende der 1980er zu einem zunehmenden Verfall des Bugs und des Turms führten. Auch Teile der Beplattung am Rumpf rosteten durch. Als der Bug 1990 abzuknicken drohte, wurde eiligst ein neuer Bug angeschweißt, der jedoch nur wenige Details aufweist. Neben den Flutschlitzen sind die Mündungsklappen jetzt durch einfache aufgeschweißte Bleche dargestellt. Auch am Turm wurden viele Teile getauscht, sodass etliche Details verloren gingen. Außerdem wurde der Innenraum des Bootes innerhalb des Druckkörpers neu lackiert, was jedoch wenig gelungen wirkt.
Ab 2014 fanden erneut umfangreiche Konservierungsarbeiten im Turm und Oberdecksbereich statt, die jedoch nach Maßgabe des Erhalts der Originalstruktur erfolgten. Weitere Arbeiten am Rumpf und innerhalb des Druckkörpers sind (Stand Ende 2019) für die nächsten Jahre geplant, um das technische Museum U 995 für die nächsten Jahrzehnte in seiner Substanz zu bewahren.
Zudem erfolgte am 28. September 2019 die Gründung der „Marinekameradschaft Freundeskreis U 995“ innerhalb des Deutschen Marinebundes, der sich aktiv für Erhalt, Pflege und Restaurierung des Museums einsetzen will. Als Projekte für die nächsten Jahre sind die Nachbildung der Details am Bug und an anderen Teilen des Rumpfes und Turms, die Beschaffung fehlender oder gestohlener Teile der Inneneinrichtung sowie die Durchführung eines „lebendigen Museums“ zu besonderen Anlässen (erstmals durchgeführt im Februar 2020) geplant.

## Ansichten

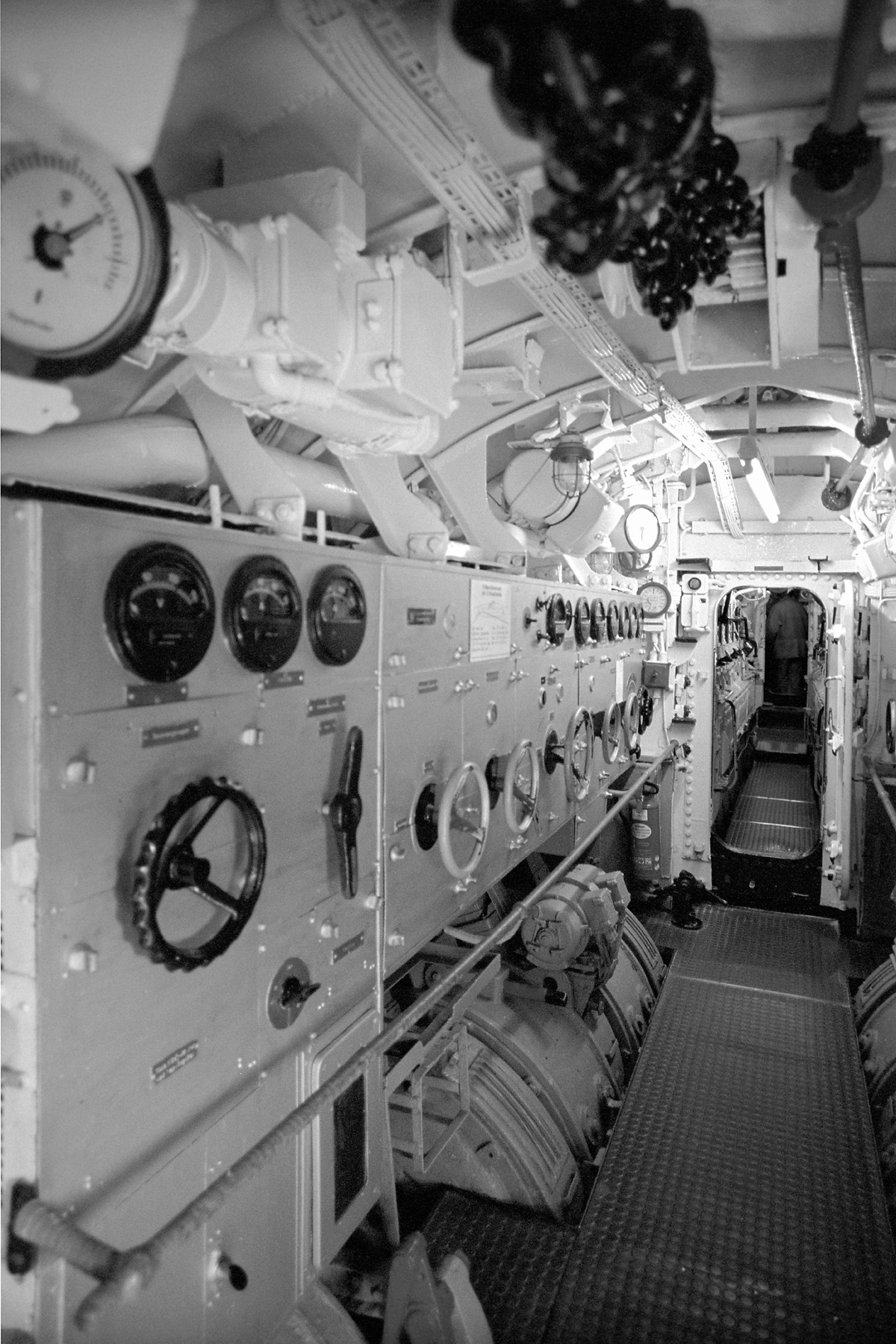
E-Maschinenraum, dahinter der Dieselraum
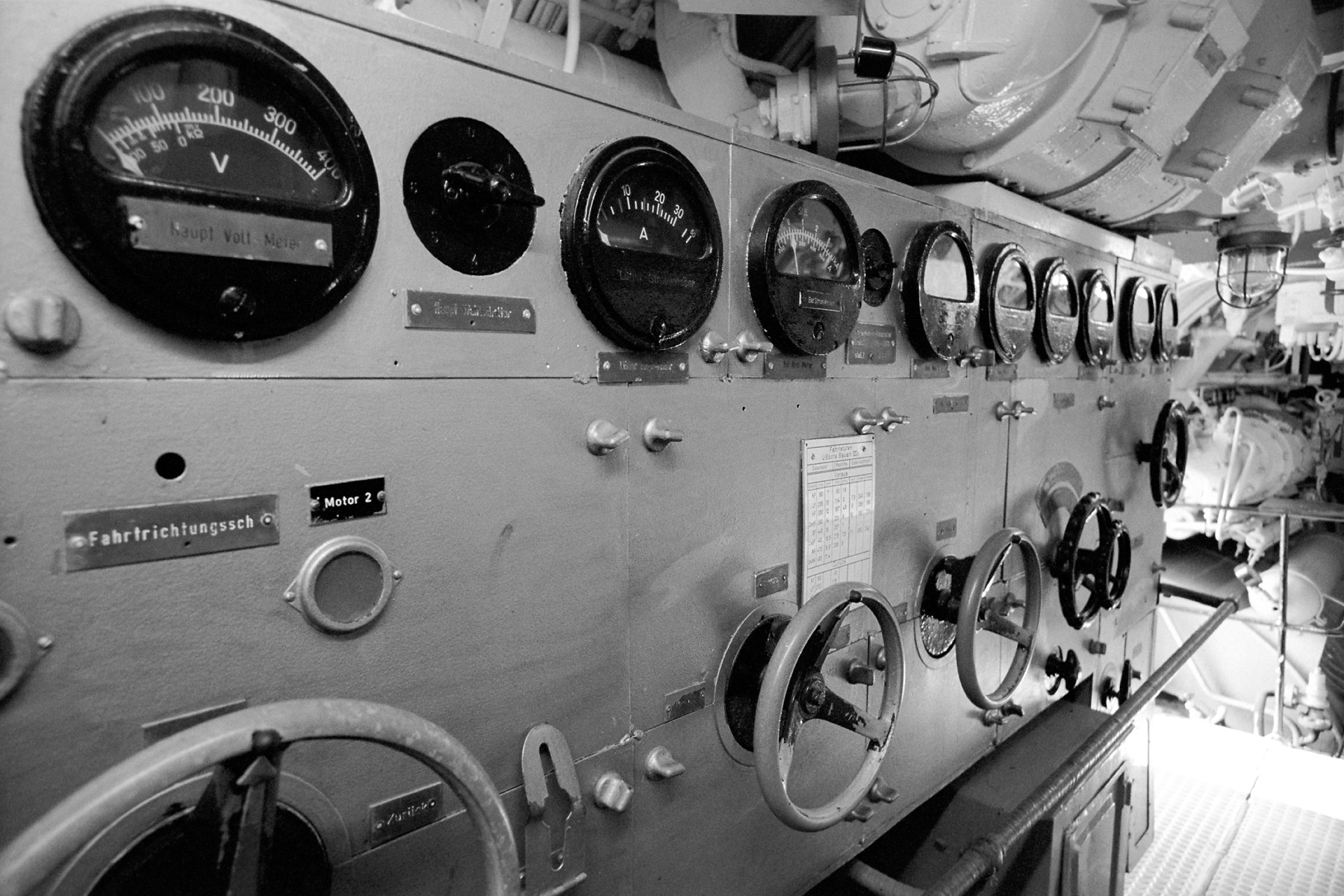
Steuerstand der E-Maschinen
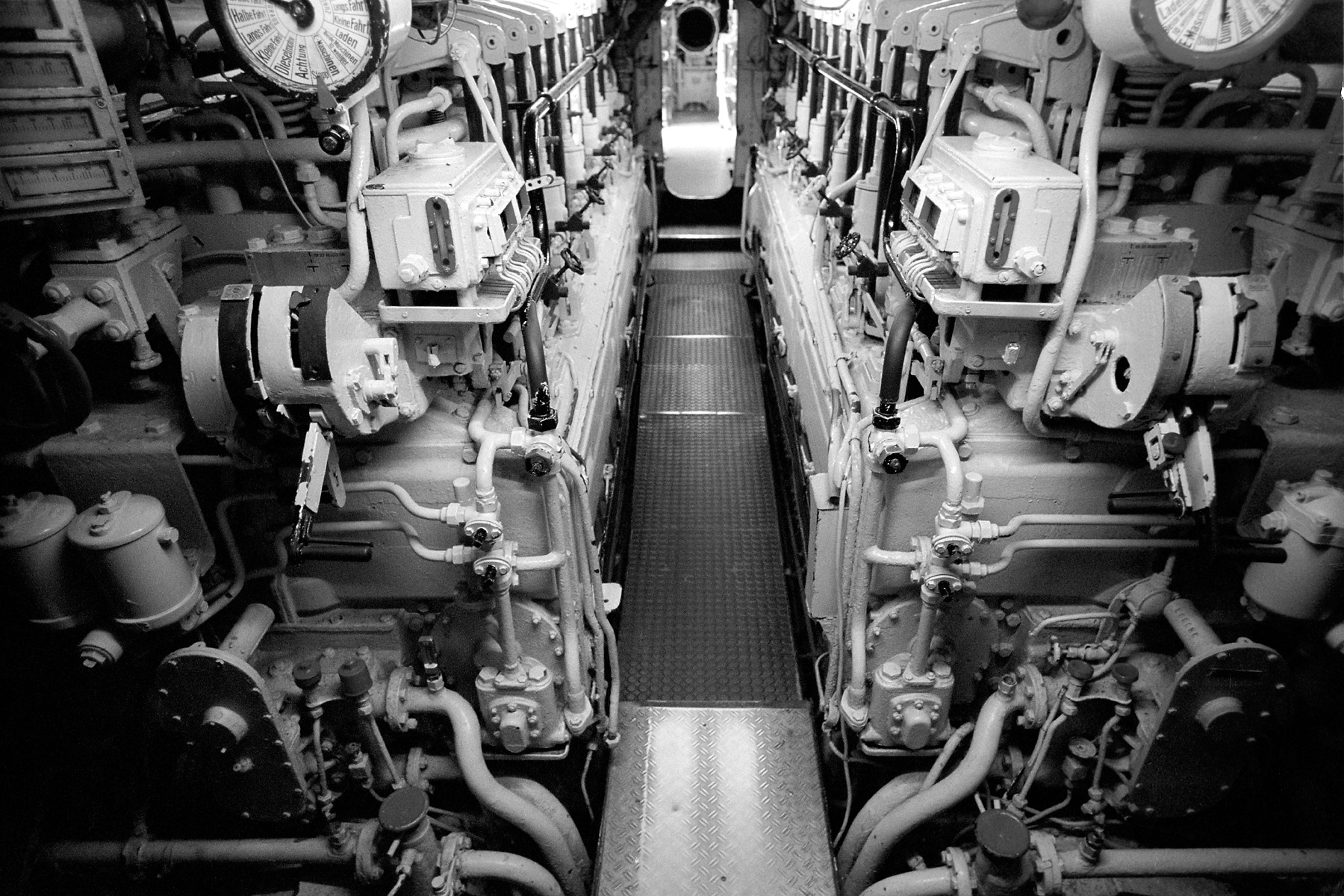
Dieselraum
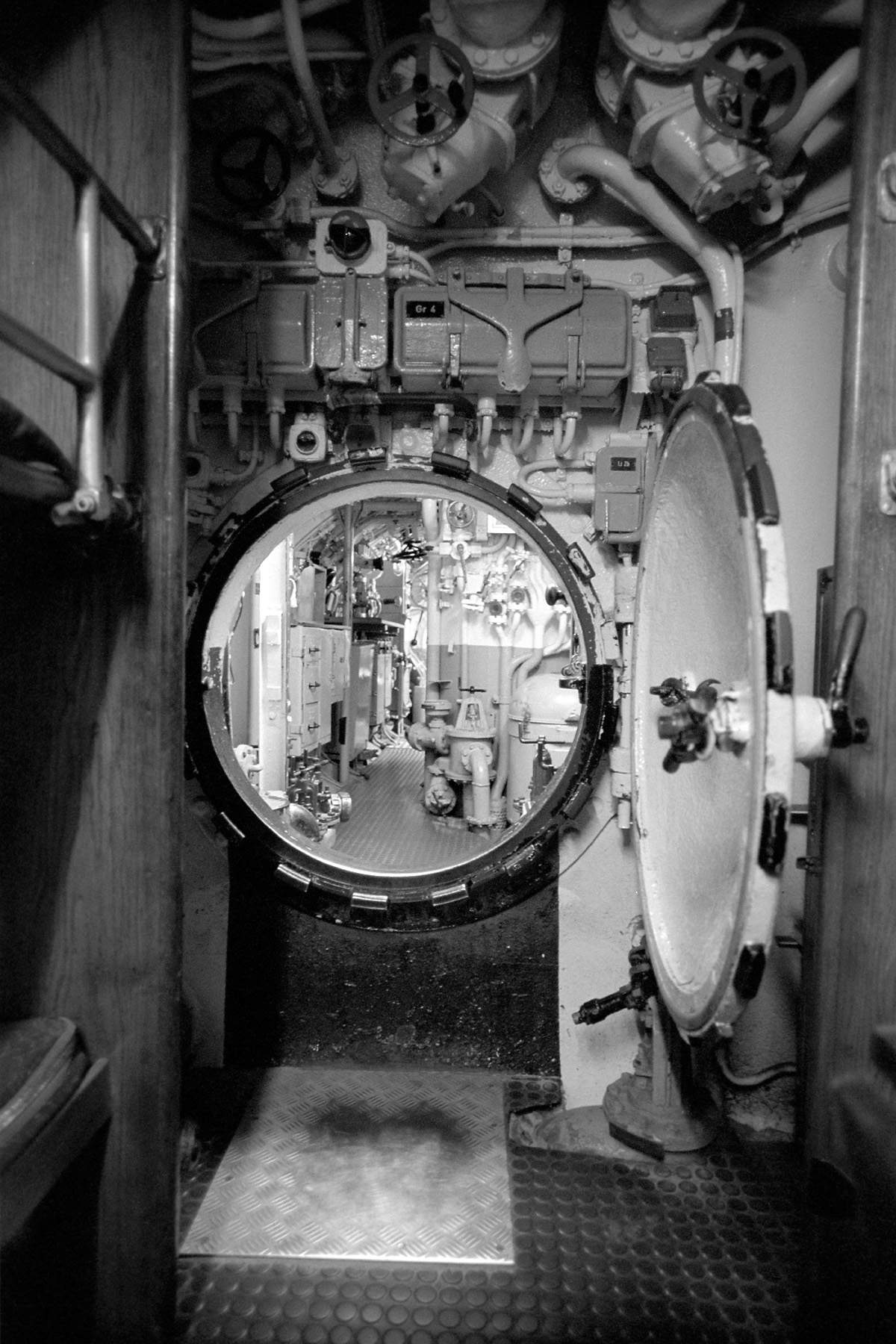
Druckschott, dahinter die Zentrale
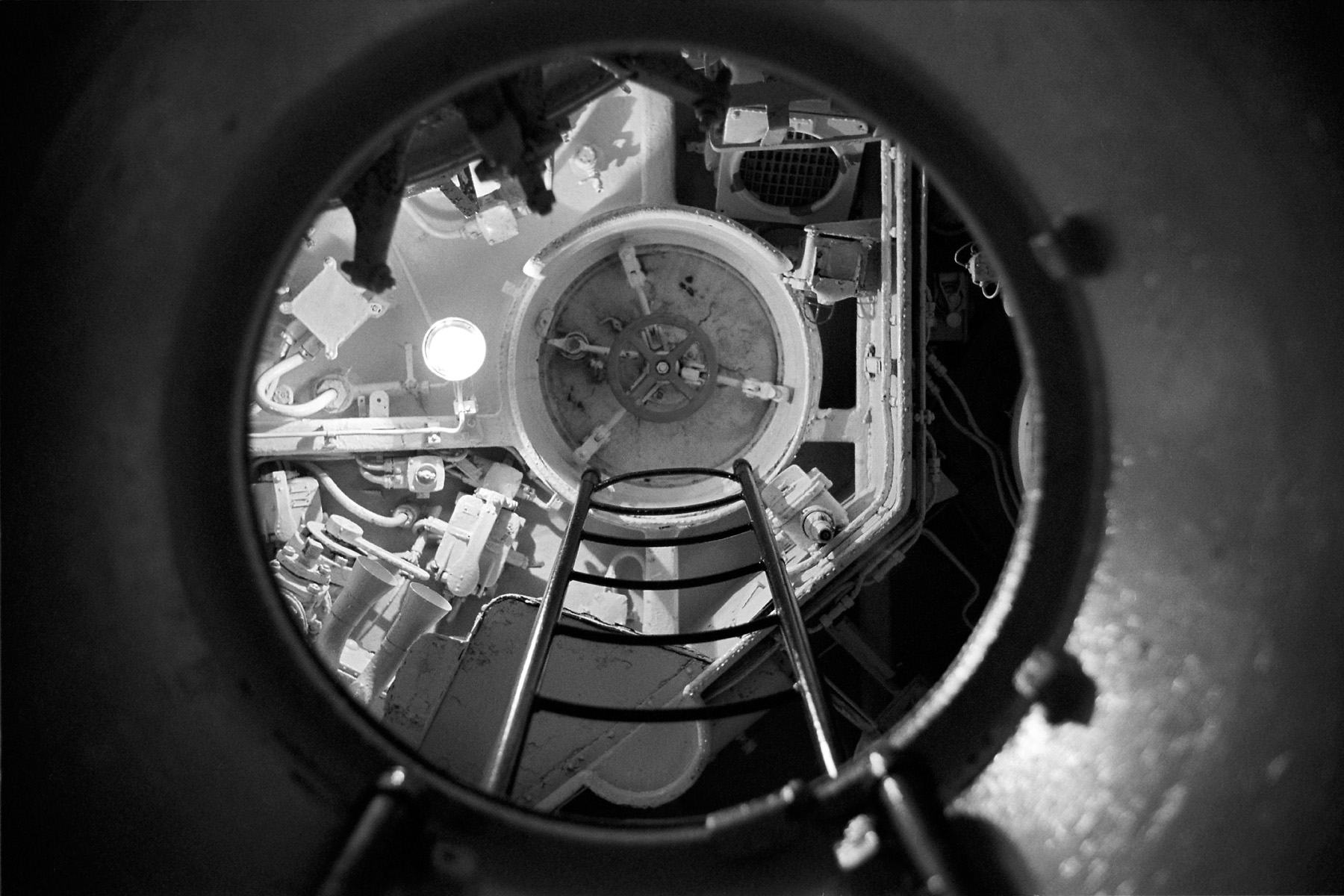
Blick von der Zentrale in den Turm
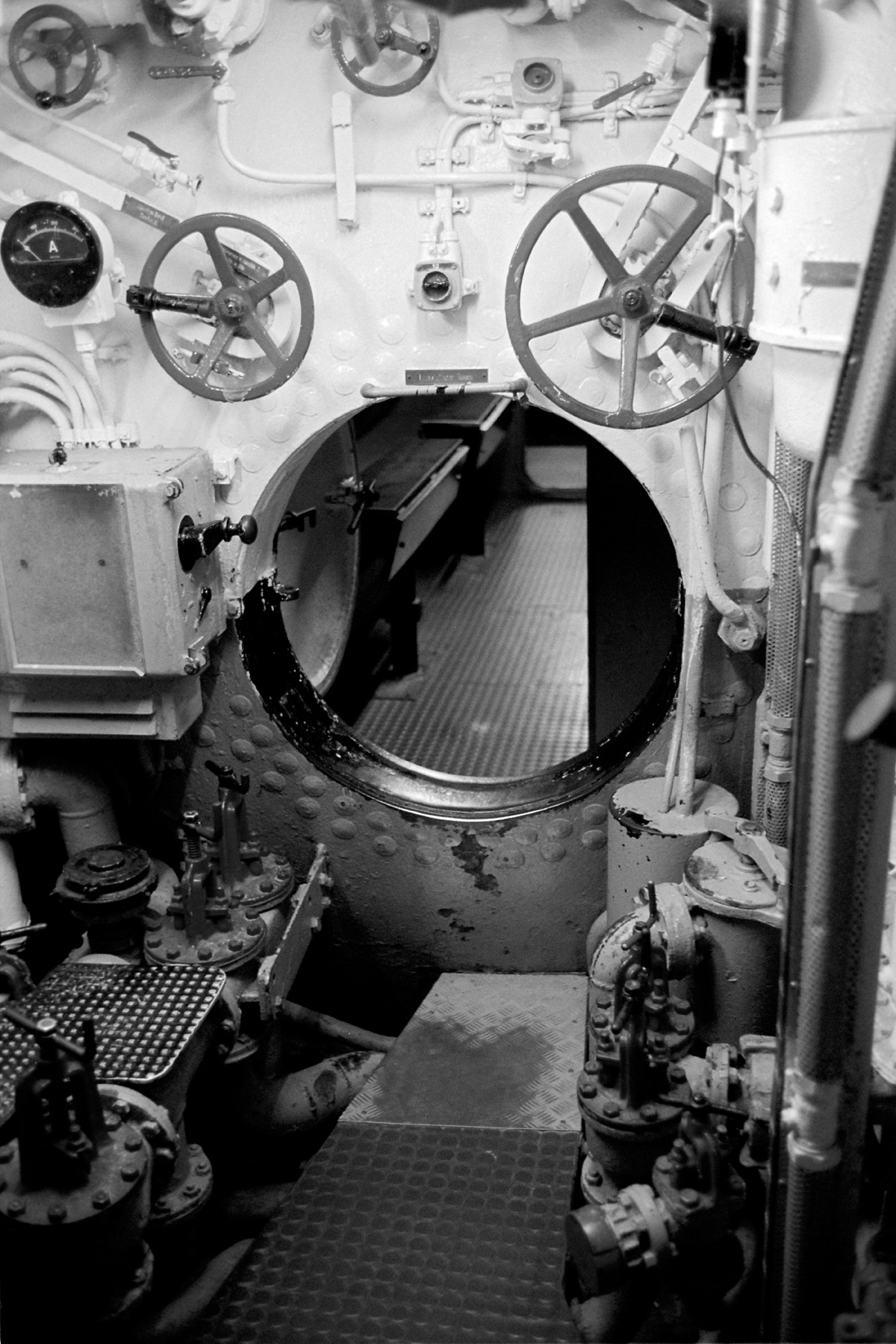
Zentrale, dahinter der Bugraum
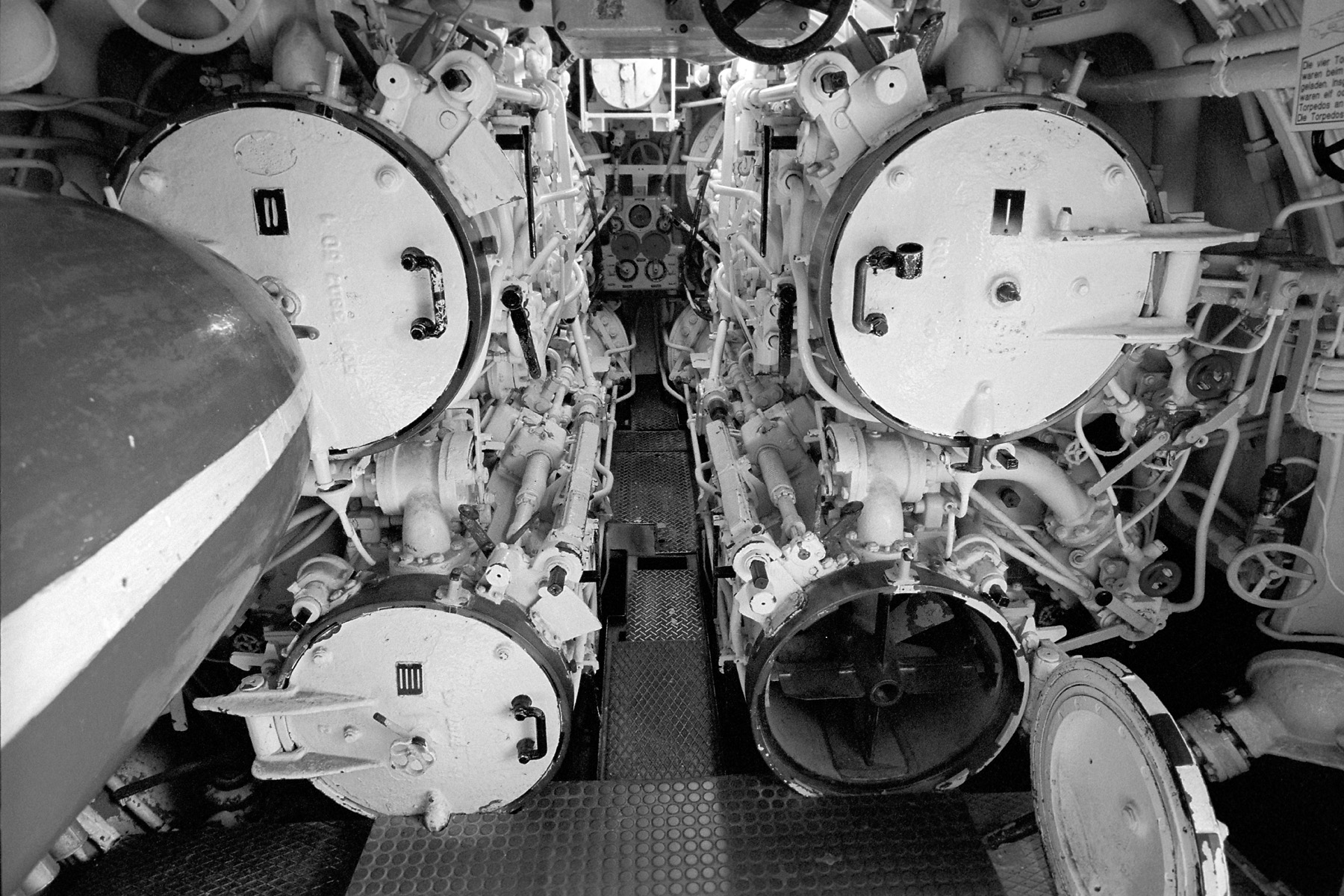
Bugraum mit den vier Torpedorohren
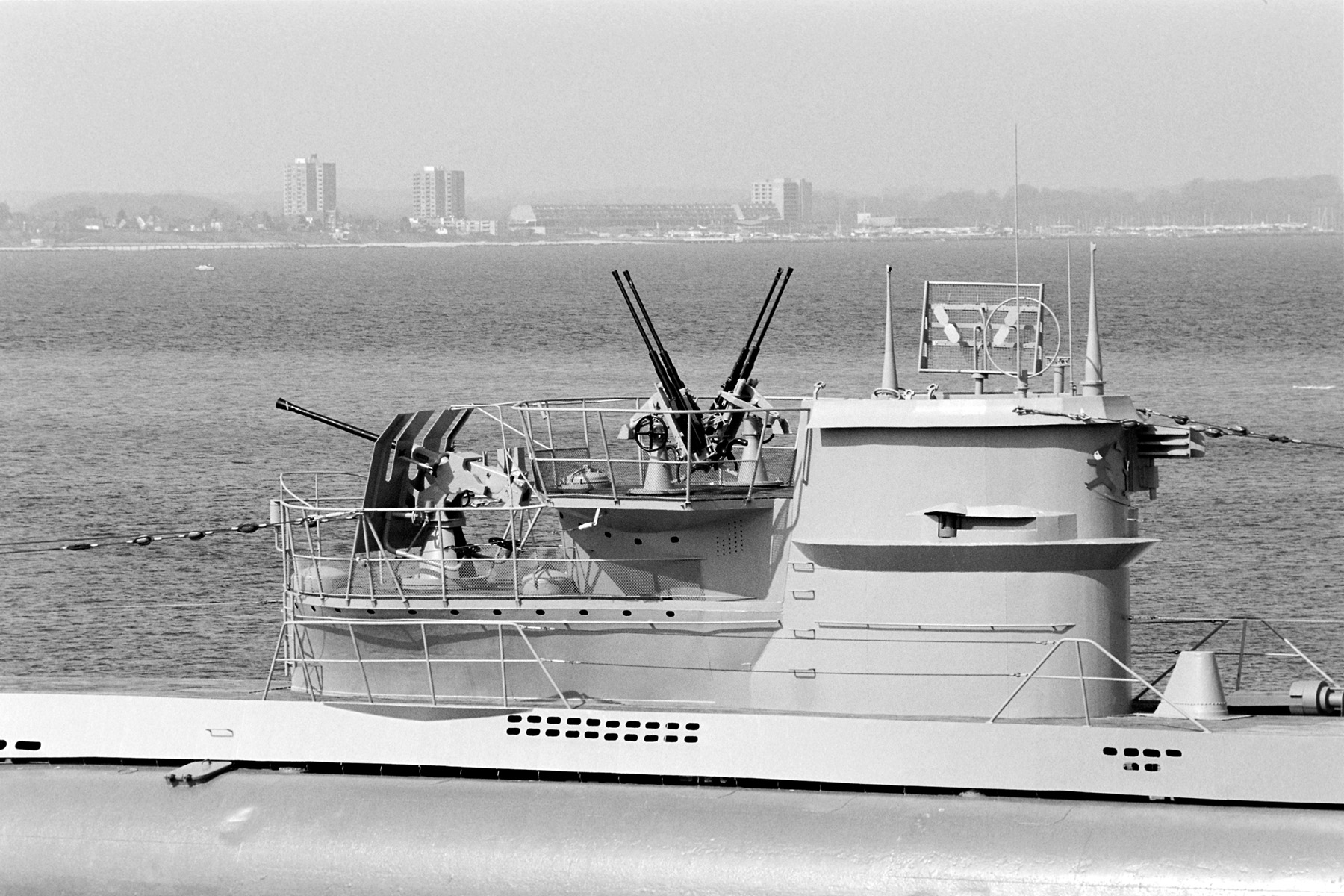
Flak 4 × 2 cm und 1 × 3,7 cm
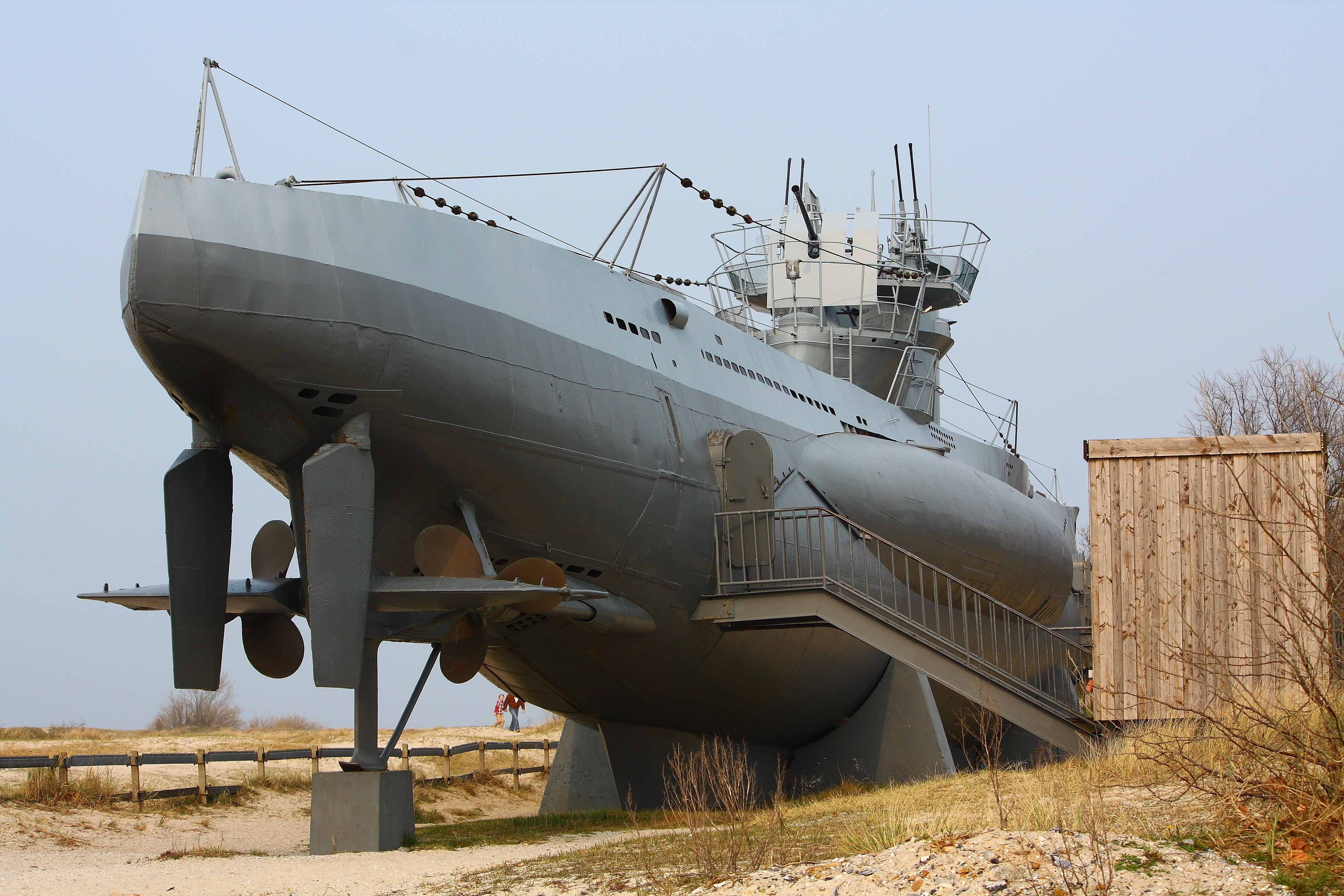
Heckansicht von U 995
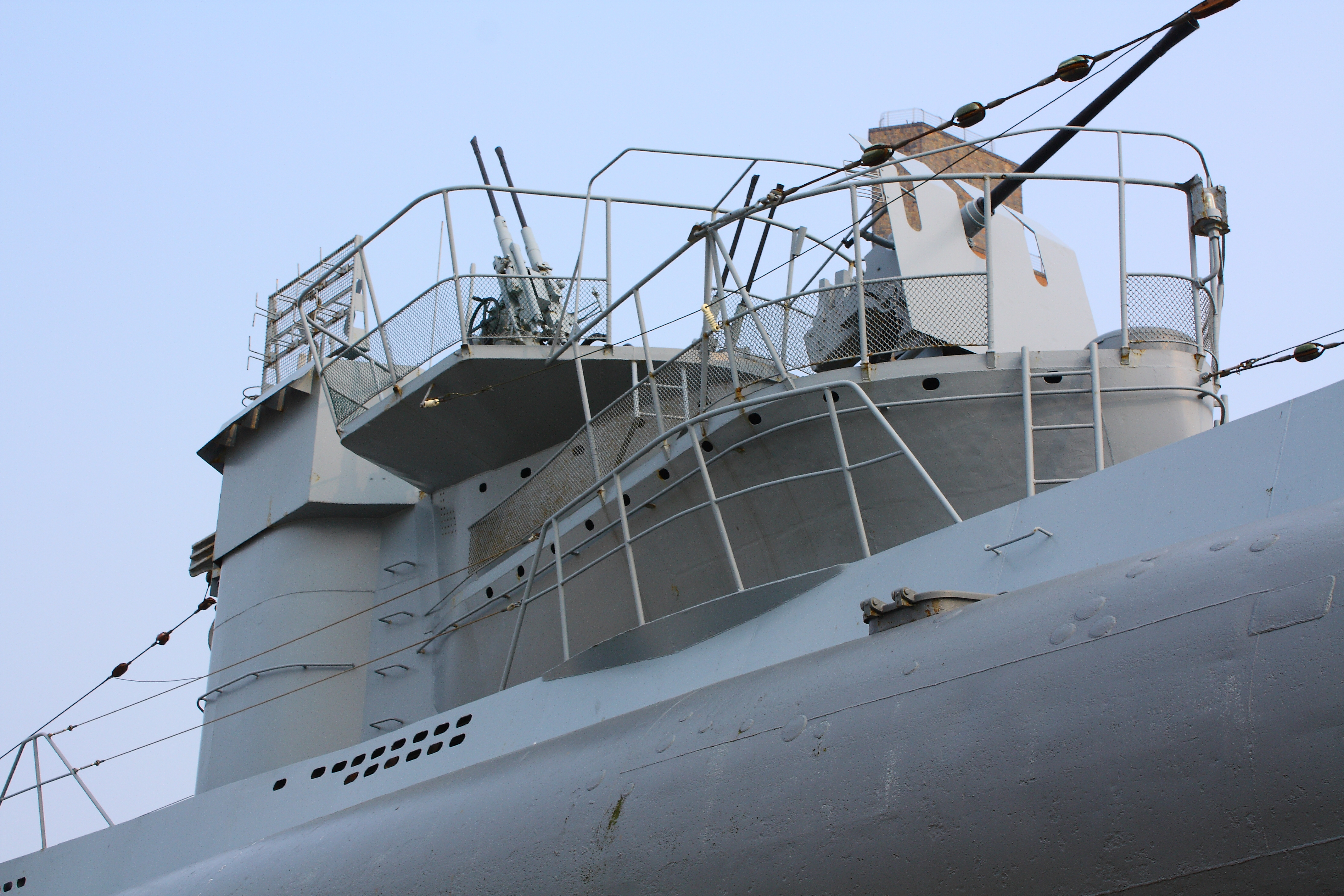
Turm von U 995

## Technische Daten

### Hauptabmessungen
Länge: 67,2 m

Breite: 6,2 m

Tiefgang: 4,8 m

Höhe: 9,6 m

Druckkörper (Durchmesser): 4,7 m

Druckkörperstärke: 20,5 mm

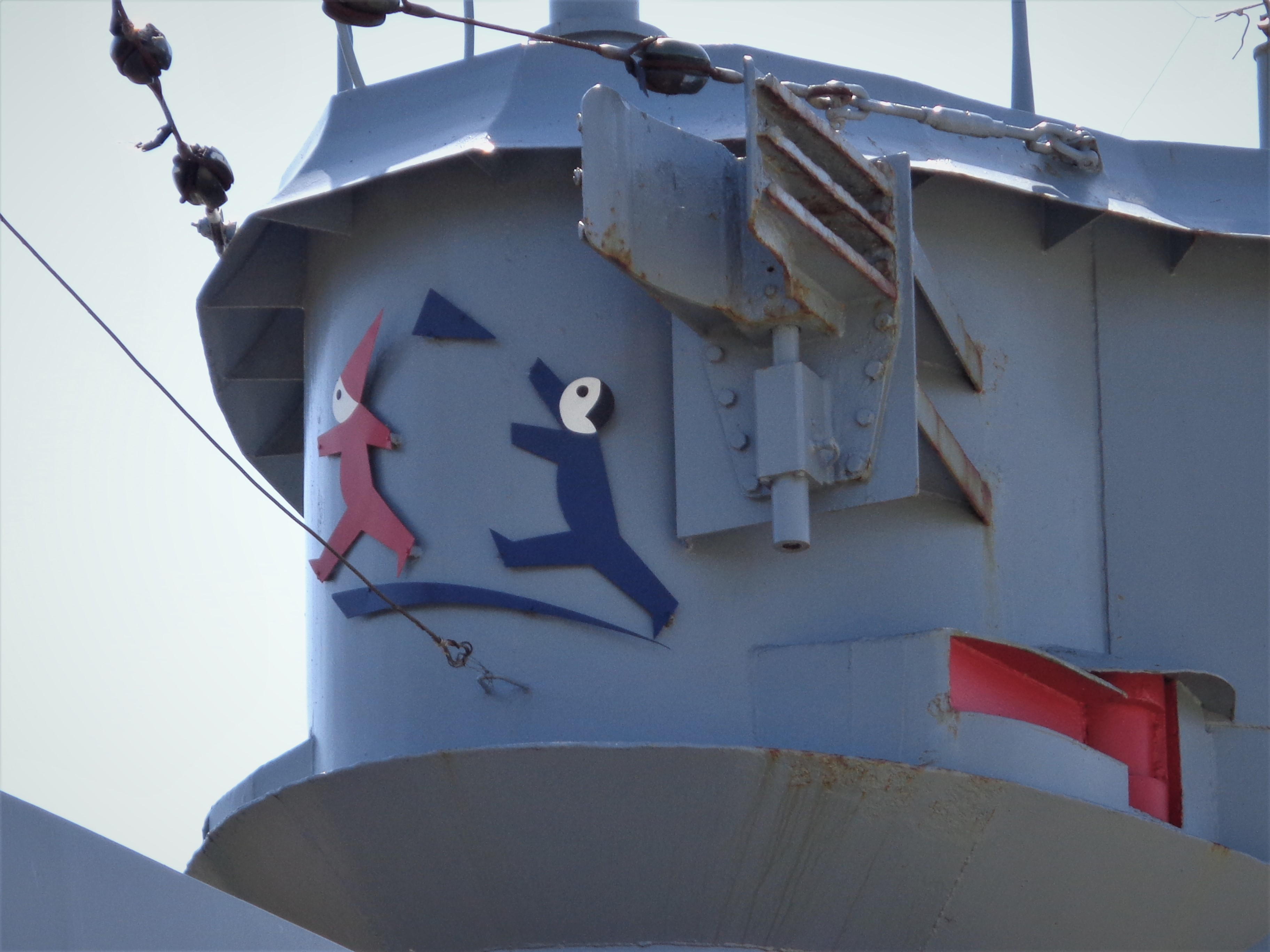
Maling am Turm von U 995: „Fang den Hut“, farbiges vorgesetztes Blech (2020)

Tauchtiefe (konstruiert/erreicht): 120/240 m

Abtauchzeit: 30 s

Verdrängung über Wasser: 759 m³

Verdrängung unter Wasser: 1070 m³

Besatzung: 4 Offiziere, 4 Oberbootsleute, 10 Unteroffiziere, 27–34 Mannschaftsdienstgrade

### Bewaffnung
Torpedorohre (Bug/Heck): 4/1

Torpedos: 12 (oder 26–39 Minen)

1 × 3,7-cm-Flugabwehrkanone

2 × 2,0-cm-Zwillings-Flugabwehrkanone

### Antrieb
2 × GW 6-Zylinder-Dieselmotoren mit je 1400 PS

2 × BBC-Elektromotoren zu je 375 PS
Höchstgeschwindigkeit (aufgetaucht/getaucht): 17 Knoten (kn) / 7,6 kn (1 Knoten = 1,852 km/h)

Fahrstrecke (aufgetaucht/getaucht): 10.000 Seemeilen (sm) bei 7 kn / 130 sm bei 2 kn

Treibölvorrat: 113,5 t